# 大阪市立長池小学校
大阪市立長池小学校（おおさかしりつ ながいけ しょうがっこう）は、大阪府大阪市阿倍野区にある公立小学校。

## 概要
「帰国した子どもの教育センター校」に指定されている。外国から帰国した児童のうち日本語の指導が必要な者に対して、日本語指導を実施している。対象者は居住地域の学校に在籍し、普段は地元校に通学しながら、週2-3回長池小学校の日本語教室に通って日本語の指導を受ける。
また、かつて校区周辺の地域一帯（大阪市編入前の旧東成郡田辺町、現在の東住吉区中西部および阿倍野区東部）で栽培されていたなにわ野菜・田辺大根を、児童の縦割りグループで栽培する取り組みをおこなっている。

## 沿革
当時の田辺地域（旧東成郡田辺町）で2番目の小学校として、大阪市田辺尋常小学校（現在の大阪市立田辺小学校）から分離する形で1929年に開校した。
その後校区を再編し、北田辺・南田辺・阪南・苗代の各小学校が開校している。
- 1928年 - 大阪市田辺第二尋常小学校（仮称）として着工。
- 1929年4月1日 - 大阪市長池尋常小学校として開校。
- 1933年4月1日 - 従来の校区の一部を、大阪市北田辺尋常小学校（現在の大阪市立北田辺小学校）へ分離。
- 1936年4月1日 - 従来の校区の一部を、大阪市南田辺尋常小学校（現在の大阪市立南田辺小学校）へ分離。
- 1940年4月1日 - 従来の校区の一部を、大阪市阪南尋常小学校（現在の大阪市立阪南小学校）へ分離。
- 1941年4月1日 - 国民学校令により、大阪市長池国民学校と改称。
- 1944年 - 和歌山県海草郡東山東村・西山東村・岡崎村（現在の和歌山市）に集団疎開。
- 1947年4月1日 - 学制改革により、大阪市立長池小学校と改称。
- 1949年 - 学校給食を開始。
- 1951年4月1日 - 大阪市立苗代小学校の開校に伴い校区を変更。
- 1963年 - 標準服を制定。
- 1981年 - 大阪市教育委員会から、学校行事の研究校に指定される（1982年度までの2年間）。
- 1987年 - 大阪市教育委員会から、体育科の研究校に指定される（1988年度までの2年間）。
- 1990年 - 「帰国した子どもの教育センター校」に指定される。
- 1998年 - 大阪市教育委員会から、環境教育の研究校に指定される（1999年度までの2年間）。

## 通学区域
- 大阪市阿倍野区 昭和町2丁目（一部）、昭和町3-5丁目、桃ヶ池町1丁目（一部）、桃ヶ池町2丁目、長池町、西田辺町、阪南町7丁目（一部）

卒業生は基本的に大阪市立昭和中学校へ進学する。

## 交通
- 地下鉄御堂筋線 西田辺駅 北東へ約250m。
- 阪和線 南田辺駅 南西へ約300m、または鶴ケ丘駅 北へ約700m。